# 安杰伊·格罗诺维奇
安杰伊·格罗诺维奇（波蘭語：Andrzej Gronowicz，1951年3月7日—），波兰男子皮划艇运动员。他曾代表波兰参加1972年和1976年夏季奥林匹克运动会皮划艇比赛，其中1976年奥运会获得一枚银牌。